# Ludwig Schiedermair
Ludwig Schiedermair (* 7. Dezember 1876 in Regensburg; † 30. April 1957 in Bensberg) war deutscher Musikwissenschaftler. In seinen musikwissenschaftlichen Abhandlungen befasste er sich mit der Geschichte der Oper sowie mit Wolfgang Amadeus Mozart und Ludwig van Beethoven. 1914 gab er die erste kritische Gesamtausgabe der Briefe Mozarts und seiner Familie heraus.

## Leben
Der Sohn des Oberregierungsrates Ludwig Schiedermair und dessen Frau Elisabeth geb. Kammerl absolvierte das humanistische Gymnasium in Regensburg. Nach dem Studium der Geschichte, Germanistik und Musikwissenschaft an der Ludwig-Maximilians-Universität München und der Promotion 1901 an der Universität Erlangen ging Schiedermair 1904 an die Universität Leipzig zu Hugo Riemann und 1905 an die Universität Berlin zu Hermann Kretzschmar, um seine musikwissenschaftlichen Kenntnisse zu erweitern. 1906 wurde er an der Philipps-Universität Marburg habilitiert und arbeitete zuerst dort und ab 1912 an der Universität Bonn als Privatdozent und 1915 als außerordentlicher Professor. Dort gründete er 1919 das musikwissenschaftliche Seminar, wurde dessen erster Direktor und ab 1920 ordentlicher Professor. Am 26. März 1927 aus Anlass des 100. Todestages von Ludwig van Beethoven wurde das ebenfalls von ihm gegründete Beethoven-Archiv eröffnet, dessen erster Direktor er bis 1945 war.
Nach der Machtergreifung der Nationalsozialisten erfolgte unter seiner Leitung die Selbstgleichschaltung des Beethoven-Hauses mit der Einführung des Führerprinzips. Ebenso die Verdrängung der jüdischen Mitglieder aus dem Verein Beethoven-Haus und der jüdischen Musiker aus den Konzertprogrammen. In Personalunion war er ab 1932 Vorsitzender des Vereins Beethoven-Haus und Leiter des Beethoven-Archivs.  Er publizierte 1934 das Werk Die Gestaltung weltanschaulicher Ideen in der Volksmusik Beethovens. 
Von 1937 bis 1939 war er Präsident der Deutschen Gesellschaft für Musikwissenschaft und hielt in dieser Position am 27. Mai 1938 im Rahmen der Reichsmusiktage die Eröffnungsrede der musikwissenschaftlichen Tagung. 1936 erhielt er den Kulturpreis der Stadt Bonn und die Beethoven-Medaille der Stadt Bonn, 1941 die Goldene Mozart-Medaille des Salzburger Mozarteums. Während des Zweiten Weltkriegs arbeitete er auch mit dem Einsatzstab Reichsleiter Rosenberg zusammen.
1946 wurde er emeritiert. Schiedermair war 1947 Gründungsmitglied des Max-Reger-Instituts, das er bis 1953 leitete. 1952 wurde er Ehrenmitglied der Gesellschaft für Musikforschung.

## Schriften (Auswahl)
- Künstlerische Bestrebungen am Hofe des Kurfürsten Ferdinand Maria von Bayern. In: Forschungen zur Geschichte Bayerns. Bd. 10 (1902), H. 1 u. 2, S. 82–148 (Dissertation, Universität Erlangen, 24. Juli 1901).
- Beiträge zur Geschichte der Oper um die Wende des 18. und 19. Jahrhunderts. 2 Bände. Breitkopf & Härtel, Leipzig 1907/1910 (Habilitationsschrift, Universität Marburg, 1906).
- Bayreuther Festspiele im Zeitalter des Absolutismus: Studien zur Geschichte der deutschen Oper. Kahnt, Leipzig 1908.
- Die Briefe W. A. Mozarts und seiner Familie: Erste kritische Gesamtausgabe. 5 Bände. Georg Müller, München 1914.
- Einführung in das Studium der Musikgeschichte: Leitsätze, Quellen, Zusammenstellungen und Ratschläge für akademische Vorlesungen. Zierfuss, München 1918; 4. Auflage 1947.
- Mozart: Sein Leben und seine Werke. Beck, München 1922; 2., umgearbeitete und vermehrte Auflage: Dümmler, Bonn 1948.
- Der junge Beethoven. Quelle & Meyer, Leipzig 1925 (Nachdruck: Olms, Hildesheim 1978); 2., neubearbeitete Auflage: Böhlau, Weimar 1939; 3., durchgesehene Auflage: Dümmler, Bonn 1951.
- Die deutsche Oper. Quelle & Meyer, Leipzig 1930; 2., erweiterte Auflage: Dümmler, Bonn 1940; 3., durchgesehene Auflage 1943.
- Musik am Rheinstrom: Entwicklungen und Wesenheiten, Gestalten und Schicksale. Staufen, Köln 1947.
- Musikalische Begegnungen: Erlebnis und Erinnerung. Staufen, Köln 1948.
- Deutsche Musik im europäischen Raum: Geschichtliche Grundlinien. Böhlau, Münster 1954.